# Sullivan County, New York
Sullivan County är ett administrativt område i delstaten New York, USA, med 77 547 invånare. Den administrativa huvudorten (county seat) är Monticello. 
Den mytomspunna musikfestivalen Woodstock ägde rum i augusti 1969 på en privat lantbrukares mark nära staden Bethel i Sullivan County.

## Geografi
Enligt United States Census Bureau har countyt en total area på 2 582 km². 2 512 km² av den arean är land och 70 km² är vatten.

### Angränsande countyn
- Delaware County, New York - norr
- Ulster County, New York - nordost
- Orange County, New York - sydost
- Pike County, Pennsylvania - sydväst
- Wayne County, Pennsylvania - väster